# Mītsos Dīmītriou
Mītsos Dīmītriou, all'anagrafe Dīmītrios Dīmītriou (in greco: Δημήτριος Δημητρίου; 20 gennaio 1948 – 18 aprile 2002), è stato un calciatore greco, di ruolo difensore.

## Palmarès

### Club

#### Competizioni nazionali
- Campionato greco: 4

Panathinaikos: 1968-1969, 1969-1970, 1971-1972, 1976-1977
- Coppa di Grecia: 3

Panathinaikos: 1966-1967, 1968-1969, 1976-1977
- Supercoppa di Grecia: 1

Panathinaikos: 1970

#### Competizioni internazionali
- Coppa dei Balcani: 1

Panathinaikos: 1977